# 长沙大河西先导区
长沙大河西先导区为长株潭两型社会建设综合配套改革实验区主要组成部分。大河西先导区规划范围位于湘江西岸，包括岳麓区，望城区湘江以西沩水以南的星城、高塘岭、黄金、雷锋、乌山和白箬铺6镇，宁乡县的玉潭镇、城郊街道、历经铺、夏铎铺和金洲5乡镇，总面积1200平方公里，其中建设用地规模420平方公里，生态景观绿地198平方公里，农用地495平方公里，水体面积占87平方公里。先导区划分四大产业带区即东部高科技产业带，东南部现代服务业产业带，西部乡镇经济产业区和中部山区生态产业走廊。2008年6月10日，大河西先导区管理委员会在麓谷正式挂牌成立，管委会内部仅仅设立了四个职能部门，50个行政编制。